# Timantes de Sición

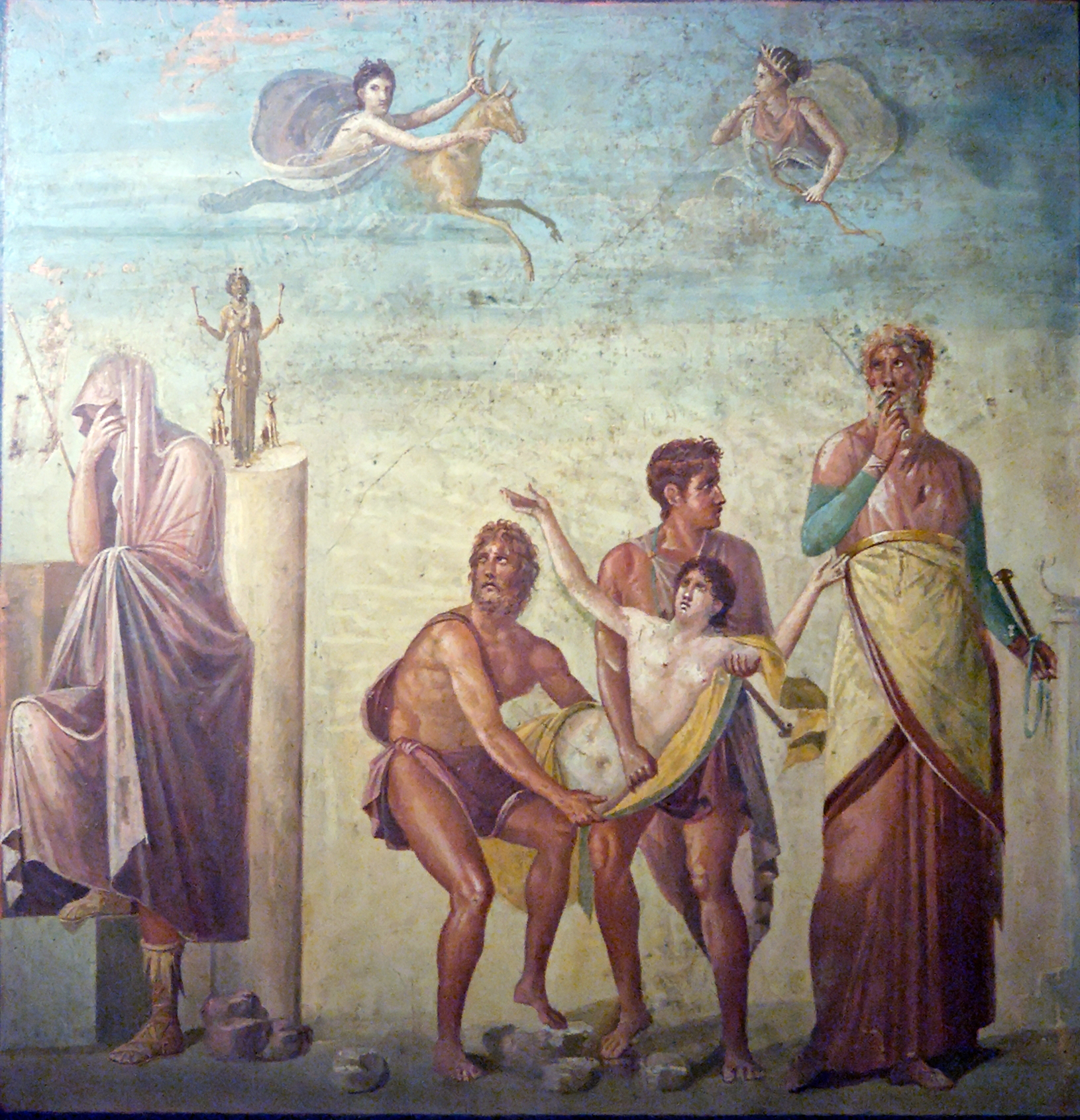
El Sacrificio de Ifigenia, obra pompeyana considerada copia de Timantes (Museo de Nápoles).

Timantes de Sición fue un pintor de la Antigua Grecia del siglo IV a. C., discípulo de Parrasio. Su más célebre obra fue una pintura sobre “El sacrificio de Ifigenia” en la que plasma vivamente las emociones de quienes toman parte en el hecho, sin embargo Agamenón, padre de Ifigenia, es representado en la misma obra con un velo y con el rostro cubierto. De esta forma, el autor parece mostrar que es imposible expresar, mediante la plástica, un dolor tan grande. Una pintura descubierta en Pompeya, y ahora en el Museo de Nápoles, es considerada como copia o por lo menos estar basada en el original de Timantes.
"Y cuando el soberano Agamenón vio a la muchacha avanzando para su sacrificio lanzó un gemido, y volviendo hacia atrás la cabeza, lloraba, poniéndose el manto ante los ojos" (Eurípides, Ifigenia en Áulide, 1547 y ss.)

El artista es nombrado por León Batista Alberti en su tratado de pintura de la siguiente manera: "...el cual pintando a un cíclope dormido en una tabla pequeña, lo puso al lado de unos sátiros que le abrazaban el dedo gordo del pie; para que pareciese su estatura enorme comparada con la de los sátiros."(León Batista Alberti, El tratado de la pintura por Leonardo de Vinci, y los tres libros que sobre el mismo arte escribió León Batista Alberti, Madrid, 1784), comentando así, una obra hoy día perdida y sin registro visual.
La pintura descrita por Plinio fue utilizada frecuentemente en la literatura española del Siglo de Oro. Timantes aparece en autores tales como Mateo Alemán, Juan Boscán, Calderón de la Barca, Luis de Góngora, Lope de Vega, Juan Ruiz de Alarcón y Tirso de Molina.